# Handbelichtungsmesser

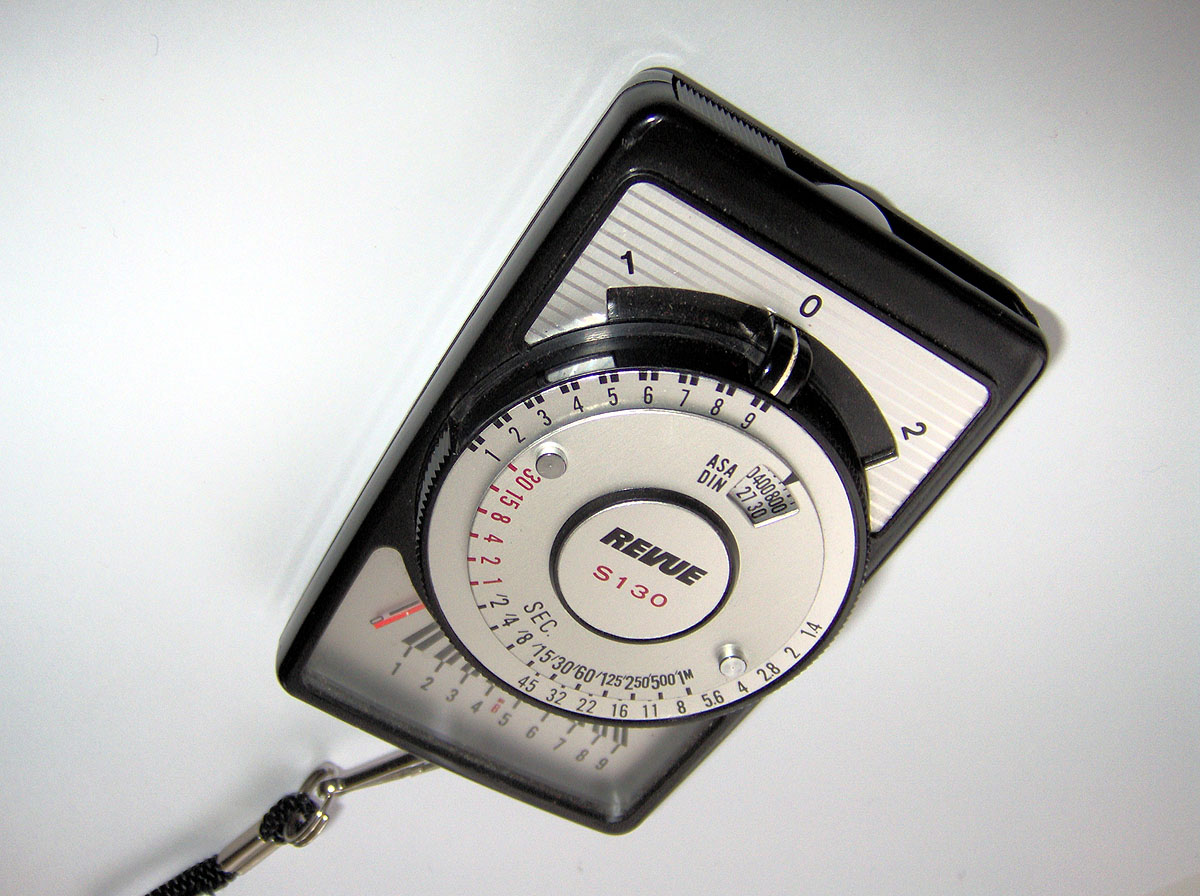
Ein klassischer Handbelichtungsmesser mit Cadmiumsulfid-Messzelle, zwei Messbereichen und Lichtkalotte (vorn) für indirekte Messungen

Als Handbelichtungsmesser bezeichnet man ein externes Belichtungsmessgerät, das als separates Zubehör erhältlich ist und vor allem in der Studiotechnik oder bei professionellen Arbeiten eingesetzt wird. Hier ist der integrierte Belichtungsmesser oft nicht hinreichend, da mehrere künstliche Lichtquellen eingesetzt werden oder eine höhere Präzision der Belichtung benötigt wird, als sie der interne Belichtungsmesser eines Fotoapparates leisten kann.
Bei der Verwendung von mehr als einem Blitzgerät kann der integrierte Belichtungsmesser einer Kamera die exakte Lichtmenge nicht richtig berechnen, da sich die Lichtquellen erst beim Auslösen des Blitzes addieren, was zu einer Überbelichtung führt. In diesen Situationen kann nur mit einem externen Belichtungsmesser die exakte Lichtmenge ermittelt werden. Die hieraus gewonnenen Parameter können dann an der Kamera so eingestellt werden, dass eine korrekte Belichtung des Filmmaterials gewährleistet ist.
Die überwiegend von Profis eingesetzte Lichtmessung setzt zwingend einen entsprechend ausgerüsteten Handbelichtungsmesser voraus.

## Funktionen
Höherwertige Belichtungsmesser unterscheiden zwischen verschiedenen Funktionsgruppen wie Fotografie und Fotometrie; mit ihnen kann dann nicht nur eine Kontrastmessung, Blitzlichtmessung, Mehrfachblitzmessung etc. durchgeführt werden, sondern auch beispielsweise die Beleuchtungsstärke oder Farbtemperatur.
Externe Handbelichtungsmesser können meist eine Licht- und Objektmessung (genauer: Leuchtdichtenmessung) sowohl bei Dauer- als auch bei Blitzlicht durchführen oder die Messwerte in beliebige Einheiten umrechnen.

## Varianten
Kleine Belichtungsmesser lassen sich teilweise anstelle des Suchers oder eines Blitzes in den Zubehörschuh von Kameras schieben. Einzelne Handbelichtungsmesser sind zwischen einfacher, so genannter integraler Messung mit breitem Meßwinkel, und Spotmessung mit engem und sehr engem Meßwinkel umschaltbar. Systembelichtungsmesser viele verfügen über unterschiedliche Diffusoren oder Sonnenblenden, mit denen sich Meß- und Einfallswinkel variieren lassen.

## Vorläufer
Während heutige Apparate meist eine digitale Funktionsweise und LED-Anzeige besitzen, verfügen ältere Modelle über eine nicht minder genaue Zeigernadel. Mittels Nachführsystem und gekoppelter Ablesescheibe oder mittels Ableseskala für den EV/LW-Wert und einer getrennten Rechenscheibe können die jeweiligen Blenden-Zeit-Filmwerte ermittelt werden. Die eigentliche Belichtungsmessung übernimmt ein Photowiderstand (CdS etc.) oder eine Selenzelle nach dem Prinzip der Solarzelle.
In der Frühzeit der Photographie wurde der Belichtungswert notwendigerweise geschätzt oder mittels Tabellen aus Jahres- und Uhrzeit, Wetter und Motiv berechnet. Für die vereinfachte Blitzberechnung benutzte und benutzt man Objektentfernung und Blitz- bzw. Lampenwert oder verwendet einen festen Standardwert. Da das benutzte Filmmaterial bzw. die Dunkelkammerarbeit kleine Fehler eventuell ungeschehen machen ist dies für viele Aufnahmen durchaus praktikabel. Auch heute noch funktioniert das Knipsen mit sehr einfachen und billigen Kameras bei schönen Wetter nach diesem Prinzip. Auch bei besseren Kameras versucht man in bestimmten Situationen durch das Schießen sogenannter Reihen mit unterschiedlichen Belichtungswerten den besten Wert empirisch-heuristisch zu bestimmen.
Als Alternative zum elektromechanischen Belichtungsmesser fanden sich früher auch photooptische Geräte, die ein genaueres Schätzen des korrekten Wertes durch Vergleich des Motives mit geräteinterner Grauwertfilmvorlagen bei Durchsicht erlaubten.

## Differenzierungsbereiche
Folgende spezielle Handbelichtungsmesser werden unterschieden:
- Spotbelichtungsmesser – Spot-Belichtungsmessung mit besonders engem Messwinkel von bis zu ca. einem Grad
- Blitzbelichtungsmesser – Messung von Blitzlicht
- Colorimeter – Messen der Farbtemperatur

## Anbieter und Produkte
- Gossen: Mastersix, Polysix electronic u. a.;
- Minolta: Autometer V F, Flashmeter VI und Colormeter III F sowie Spotmeter F;
- Sekonic: L-398A Studio Deluxe III, L-758D DigitalMaster, C-500 ProDigi Color, L-208 TwinMate u. a.;